# De Twentsche Courant Tubantia
De Twentsche Courant Tubantia, vaak afgekort tot Tubantia, is een Nederlands regionaal dagblad dat verschijnt in Twente (en Salland, de Achterhoek en enkele Duitse plaatsen net over de grens). De oplage bedraagt ongeveer 137.850 abonnees. Sinds 1 november 1999 is het een ochtendkrant. De huidige krant ontstond in 1997 uit de dagbladen Twentsche Courant en Dagblad Tubantia. Dit was een gevolg van de fusie van de Oostelijke Dagbladen Combinatie en Wegener, een fusie die in 1992 werd aangegaan en in 1996 werd afgerond.
Sinds 2015 is de Twentsche Courant Tubantia eigendom van De Persgroep, wat in 2019 zijn naam wijzigde naar DPG Media.

## Geschiedenis

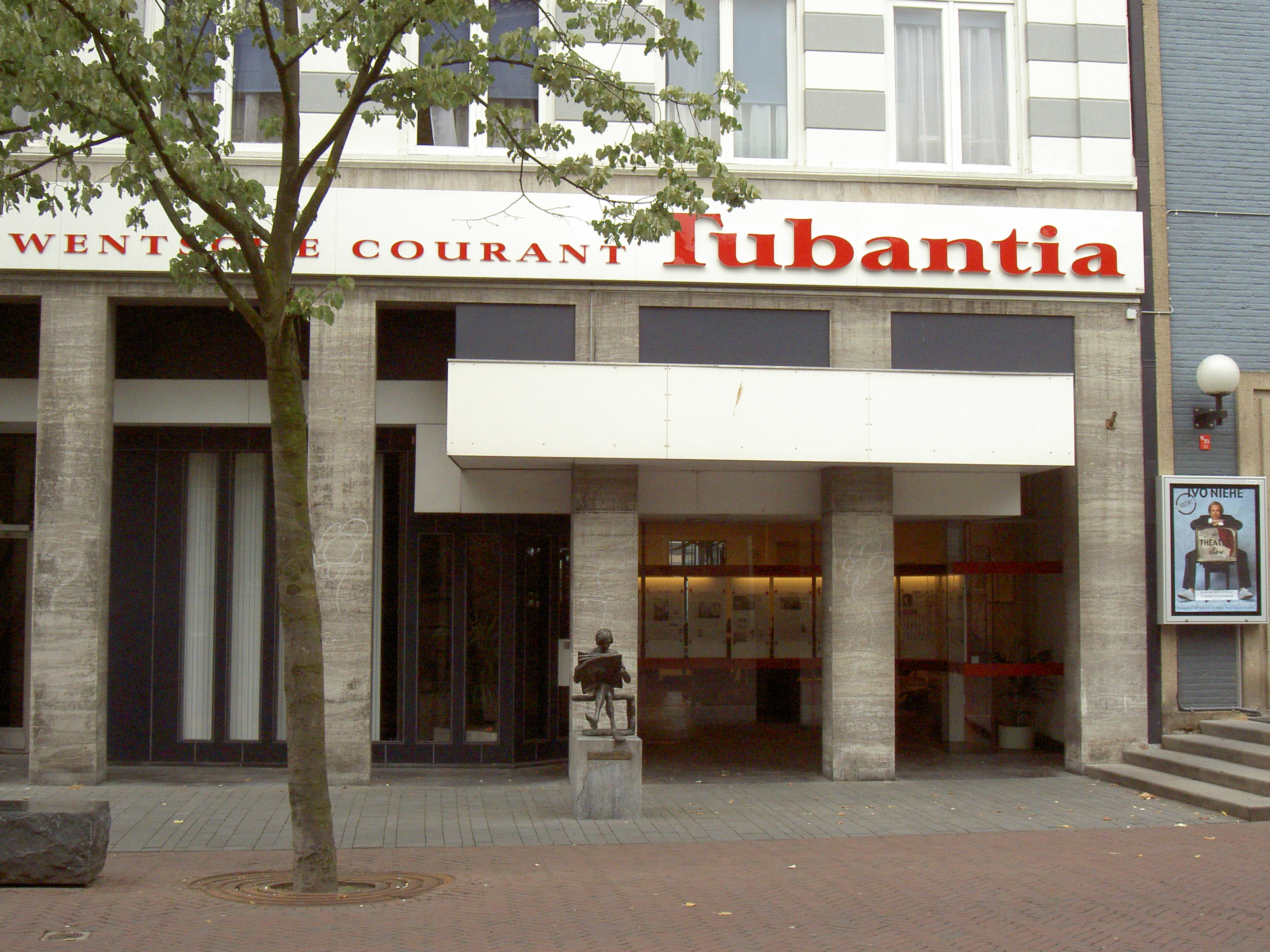
Voormalige vestiging in Enschede

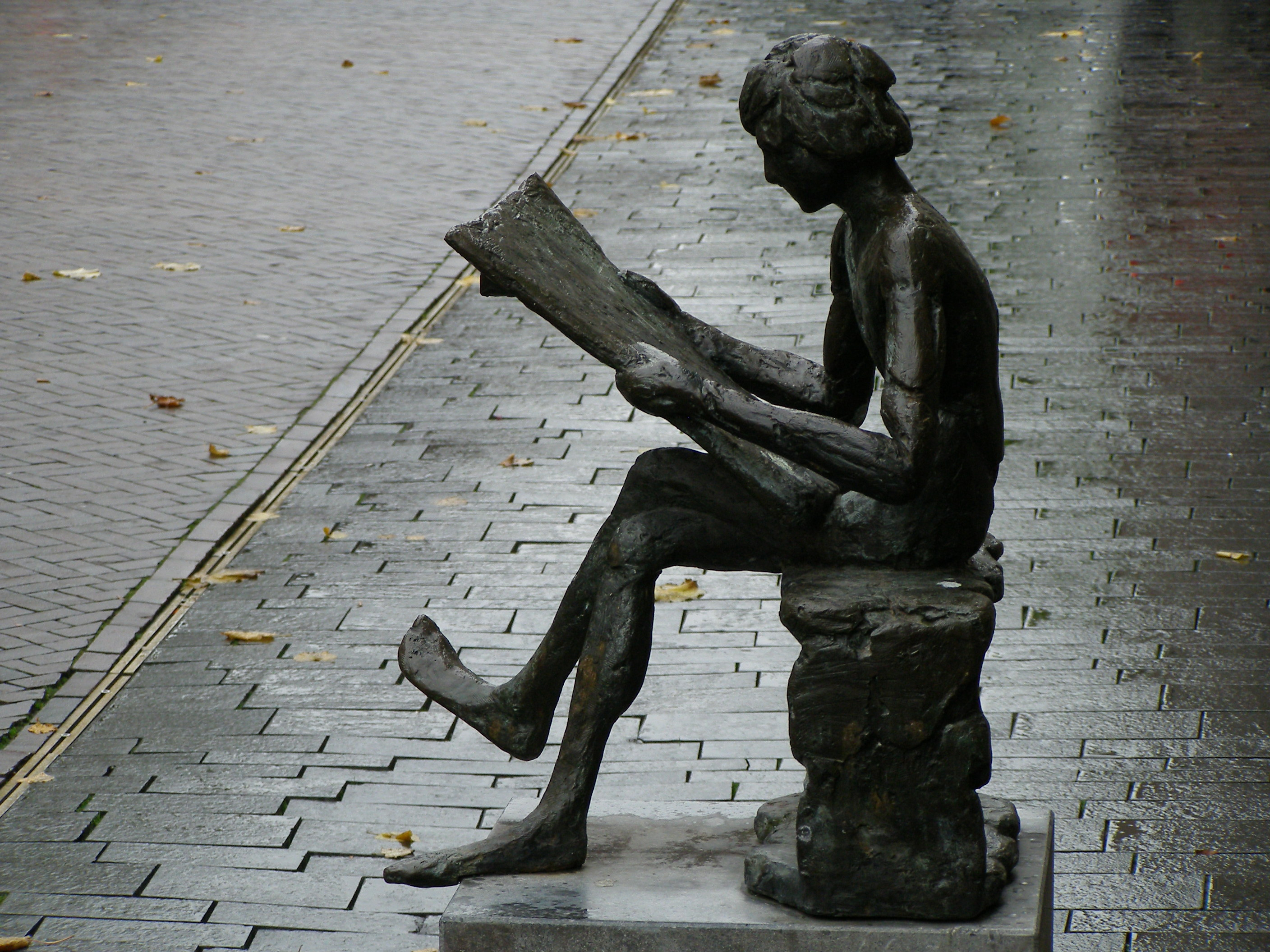
Beeld, afgeleid van het logo, voor voormalig kantoor in Enschede (Don Dekker)

Op 6 januari 1872 verscheen het eerste nummer van de krant, opgericht door M.J. van der Loeff, onder de naam Tubantia. Volkscourant voor Twenthe. De krant kwam alleen op zaterdag uit. In 1877 werd de ondertitel vervangen door Nieuws- en advertentieblad voor Twenthe. Vanaf 1879 verscheen de krant ook op woensdag; vanaf 1902 verscheen de krant op dinsdag, donderdag en zaterdag.
Vanaf 30 april 1912 verscheen de krant zes keer per week. Het regionale nieuws was voor het overgrote deel gericht op Enschede. Op 18 juni 1914 werd de naam veranderd in Twentsch Dagblad Tubantia en op 1 oktober 1917 werd deze vervangen door Twentsch Dagblad Tubantia en Enschedesche Courant.
De uitgever veranderde in 1929 van M.J. van der Loeff in NV v/h firma M.J. van der Loeff. Het eigendom van de krant ging na verloop van tijd over van de familie van der Loeff naar de familie Houwert. Rond 1940 was Tubantia de grootste krant in Twente met circa 25.000 abonnees. Hiervan was ongeveer 80% afkomstig uit Enschede of omringende plaatsen. Tijdens de bezetting legden de Duitsers de krant al snel aan banden. De medewerkers probeerden zo goed en kwaad als het kon de krant draaiende te houden en de opgelegde richtlijnen te ontduiken. In 1942 volgde een gedwongen fusie met de Nieuwe Hengelosche Courant. Op de persen van drukkerij Smit in Hengelo werd van 14 november 1942 tot 27 maart 1945 het Twentsch Nieuwsblad, dagblad voor Twente en Oost-Gelderland gedrukt.

Na de oorlog, in 1946, kregen alle kranten die na januari 1943 nog waren verschenen een voorlopig verschijningsverbod opgelegd. Na behandeling van de zaak door de Commissie voor de Perszuivering mocht de Tubantia vanaf 14 september 1946 weer verschijnen. De oplage was teruggelopen naar bijna 8.000. In 1947 kocht  Van der Loeff het Hengelosch Dagblad. Later dat jaar werd ook de Vrije Twentsche en Achterhoekse Courant overgenomen, die in 1945 door Het Parool op de markt was gebracht. Op 8 september 1947 werd de naam van de krant Twentsch dagblad Tubantia en Enschedesche courant en Vrije Twentsche courant. Op 22 november 1951 werd daar het woord 'Achterhoeksche' nog aan toegevoegd, maar op 24 december 1970 verdween deze lange ondertitel.
In 1975 werd het Dagblad van het Oosten overgenomen, dat nu een kopblad werd. Tubantia en de bijbehorende kopbladen hadden destijds samen 90.000 abonnees. Op 4 september 1979 werd de naam Dagblad Tubantia. Op 18 april 1993 werd de titel Dagblad van het Oosten opgeheven en vanaf die datum werd ook in Almelo het Dagblad Tubantia bezorgd. Na de samenvoeging van de redacties van Twentsche Courant en die van Tubantia op 2 maart 1996, volgde op 1 oktober een naamswijziging in De Twentsche Courant Tubantia.
Op 7 maart 2004 kwam De Twentsche Courant Tubantia als eerste Nederlandse krant met een zondagseditie, uitgebracht in tabloidformaat. Vanaf dat moment verscheen de krant dagelijks, met uitzondering van feestdagen. Op 22 september 2008 kondigde de krant aan dat de uitgifte van de zondagskrant per 1 januari 2009 zou worden gestaakt. Sinds 6 februari 2007 verschijnt de krant volledig in tabloidformaat. In de zomer van 2017 verhuisde de hoofdredactie van Tubantia naar het Balengebouw in Enschede.

## Edities en oplagen
Stand per 2001 (totaal 137.850):
- Enschede 30.100
- Hengelo 31.500
- Almelo 25.700
- Oldenzaal 17.800
- West (Rijssen/Nijverdal/Wierden) 13.250
- Haaksbergen 11.800

In 2016 bedroeg de oplage 90.000 exemplaren.
Gemiddeld verspreide oplage van De Twentsche Courant Tubantia tussen 2001 en 2017
Cijfers volgens HOI, Instituut voor Media Auditing